# 教会派
教会派（きょうかいは）は、日本基督教団においてキリスト教会の役割を重要視し、政治的・社会的運動よりも、教会が救世主イエス・キリストの十字架と復活によって示された神の愛による人間の罪からの救いを生活、態度、言葉によって伝える伝道によって社会に積極的に出て行くことを優先させることが教会の使命であると認める教会、関係者を指す。社会派（造反派、問題提起者）に対応して登場した用語である。東京神学大学、山北宣久が代表的である。
1970年に日本万国博覧会（大阪万博）に出展された、万博キリスト教館を巡って、それに反対する社会派と推進する教会派の対立が起こった。日本キリスト教協議会（NCC）議長大村勇と東神大教授の北森嘉蔵が、推進派であった。東京神学大学では、万博反対派の学生たちが、東京神学大学全学共闘会議を組織し、教会派の東神大教授会は機動隊を投入して社会派の学生を排除した。
小林貞夫は、日本基督教団福音主義教会連合や、小島誠志、山北宣久を教団議長に推薦した一派を教会派と呼んでいる。伝道を教会勢拡大主義として非難した社会派に対して伝道派とも呼ばれる。
山北宣久、藤掛順一ら教会派は、日本基督教団の教憲・教規を重視し、フリー聖餐を行う日本基督教団紅葉坂教会の北村慈郎に対する戒規を求めているため、教憲・教規派とも呼ばれている。

## 日本基督教団で教会派といわれている団体・牧師
- 東京神学大学
- 福音主義教会連合
- 山北宣久
- 藤掛順一